# Duponchelia lanceolalis
Duponchelia lanceolalis is een vlinder uit de familie van de grasmotten (Crambidae), uit de onderfamilie van de Spilomelinae. De wetenschappelijke naam van deze soort is voor het eerst voorgesteld als Stenia lanceolalis door Achille Guenée in een publicatie uit 1854.
De soort komt voor in tropisch Afrika waaronder Liberia, Ghana, Gabon, Angola, Ethiopië, Kenia, Rwanda, Tanzania, Zimbabwe en Zuid-Afrika.